# HTC Desire C
L'HTC Desire C è uno smartphone prodotto da HTC Corporation.

È stato annunciato il 12 luglio 2012, L'HTC Desire Z presenta delle caratteristiche simili agli HTC Desire e HTC Desire HD: la differenza più evidente è la presenza di una tastiera full-qwerty sul Desire C. Inoltre l'HTC Desire C presenta 3 pulsanti a sfioramento, al posto dei 4 fisici dell' HTC Desire. Entrambi questi 2 terminali, a differenza della versione HD, presentano un pad ottico.

## Caratteristiche
HTC Desire C presenta una nuova versione dell'interfaccia HTC Sense ed è compatibile con HTCSense.com, servizio creato da HTC per HTC Desire Z e Desire HD.

Il terminale possiede inoltre un sensore di prossimità, un accelerometro e un sensore di luminosità. Insieme al Desire HD, il Desire C presenta il nuovo "Fast Boot" di HTC: con questa funzione, è possibile avviare il terminale in 3-4 secondi all'incirca, in quanto il terminale viene messo in una sorta di standby/ibernazione. Come sistema operativo, è installato Android 4.0 Ice Cream Sandwich

## Hardware
L'HTC Desire C ha la scocca fatta in plastica gommata.

Lo schermo del terminale è da 3,5 pollici, con una risoluzione di 800 × 480 pixel.

L'HTC Desire C monta una fotocamera da 5 megapixel con riconoscimento facciale e geotagging Con essa, si possono registrare video fino a 480p di risoluzione, in formato mp4